# Leticia Brédice
Leticia Marcela Brédice (Villa Urquiza, Buenos Aires, 26 de juliol de 1975) és una actriu i cantant argentina.

## Inicis
Des de nena va voler ser actriu, segons ella mateixa afirma, raó per la qual va estudiar teatre des dels dotze als setze anys a l'escola de teatre de Norman Briski.

## Vida personal
És tia d'Ananda Bredice. Va estar en parella des del 2005 fins al 2008 amb Juan Pablo Sanguinetti i tenen un fill anomenat Xul Salvador Sanguinetti que va néixer l'11 d'agost de 2005. Actualment està en parella amb l'artista plàstic Mariano Airaldi, a qui va conèixer en 2009.

## Trajectòria
Es va presentar a un càsting per a la coproducció ítaloargentina Años rebeldes, rodada el 1993, acabada el 1994 i només estrenada a l'Argentina, en 1996. Va guanyar el paper i també el Còndor de Plata a la revelació femenina. No obstant això, el rol que la va consagrar va ser el d'Ana Muro a Cenizas del paraíso. Aquesta cinta també va marcar l'inici d'una sèrie de participacions en pel·lícules del director Marcelo Piñeyro, qui l'escalaria anys més tard als repartiments de Plata quemada i Kamchatka. En 1998, va signar un contracte perquè la productora Patagonik Film Group financés i dirigís la seva carrera. Per aquesta època va rodar dues pel·lícules que van sorprendre la crítica per la seva bona feina d'actriu:: Cómplices i la cinta independent ¿Sabés nadar? Després de la molt lloada Nueve reinas, va passar a alternar treballs al seu país i en Espanya. Paral·lelament al cinema, va continuar la seva carrera en teatre i televisió. En les taules va estar en Marta Stutz, Sis personatges en cerca d'autor, Closer, Panorama des del pont i Lolita. En la televisió va fer Vivo con un fantasma, Uno más uno, La hermana mayor, La malasangre, Sin condena, De poeta y de loco, Los especiales de Alejandro Doria, Águeda, Historia de un amor turbio, El jorobadito, Los pulpos, Tiempo final, 22, el loco, Impostores, Locas de amor i Mujeres asesinas. També va ser portada de Playboy al mes de febrer de 2006 i de Rolling Stone.
Participà en el concurs de televisió del programa de Susana Giménez El circo de las estrellas. L'any 2004 va publicar el seu primer treball discogràfic, titulat Actriz, el qual li va valer una nominació als premis MTV. Des de llavors ha participat en enregistraments d'altres artistes, amb cançons per a pel·lícules i senzills solistes. L'any 2011 torna a la televisió, per a interpretar al seu millor vilana, Verónica San Martín, en la telenovel·la El elegido per la pantalla de Telefe, amb Pablo Echarri i Paola Krum. El 2012 va ser protagonista a Condicionados, com Darling. També va tenir una participació especial a Graduados. El 2014 realitza participacions especials a les novel·les Camino al amor i Mis amigos de siempre.
En 2015 forma part del repartiment de Tu cara me suena,reality on ha d'imitar a artistes internacionals i nacionals. Leticia Bredice va concursar en el talent xou d'imitació Tu cara me suena 3 conduït per Alejandro Wiebe, on va obtenir el tercer lloc després de cinc mesos de competència. En 2017, s'integra a l'elenc de la cinta mexicana Museu, del cineasta Alfonso Ruizpalacio, inspirada en un robatori que va sofrir el Museu Nacional d'Antropologia de Mèxic l'any 1985. En aquesta producció, interpretés a la vedette mexicana d'origen argentí coneguda com la Princesa Yamal i compartirà crèdits amb Gael García Bernal.

## Filmografia
| 1992 | La peste                     | Infectada       | Sense acreditar     |
| 1996 | Años rebeldes o Anni rebelli | Alumna          | Sense acreditar     |
| 1997 | Cenizas del paraíso          | Ana Muro        |                     |
| 1998 | Cómplices                    | Vera            |                     |
| 1999 | Cóndor Crux                  | Zonia (Veu)     | Doblatge            |
| 2000 | Sin querer                   | Lucía           |                     |
| 2000 | Plata quemada                | Giselle         |                     |
| 2000 | Almejas y mejillones         | Paula           |                     |
| 2000 | Nueve reinas                 | Valeria Marconi |                     |
| 2001 | La mujer de mi vida          | Fabiana "Faby"  |                     |
| 2001 | En la ciudad sin límites     | Eileen          |                     |
| 2002 | Kamchatka                    | Mestra          |                     |
| 2002 | Muertos de amor              | Laura           |                     |
| 2002 | ¿Sabés nadar?                | María           |                     |
| 2002 | La vendedora                 | Karina          | Curtmetratge        |
| 2003 | El día que me amen           | Mara            |                     |
| 2004 | Ay, Juancito                 | Ivonne Pascal   |                     |
| 2005 | La suerte está echada        | Linda           |                     |
| 2008 | El frasco                    | Romina          |                     |
| 2008 | Impunidad                    | Julia           |                     |
| 2008 | Dueña y amiga                | Susana          | Curtmetratge        |
| 2009 | Tetro                        | Josefina        |                     |
| 2012 | Todos contentos              | Lola            |                     |
| 2013 | El amor a veces              | Sofía           |                     |
| 2013 | No somos animales            | Dalmacia        |                     |
| 2014 | Gato negro                   | Elvira          |                     |
| 2014 | Arrebato                     | Laura Grotzki   |                     |
| 2014 | Rosa fuerte                  | Cristina        |                     |
| 2014 | 100 años de cine Argentino   | Secuestrada     |                     |
| 2015 | Francisco. El Padre Jorge    | Cecilia         |                     |
| 2015 | El espejo de los otros       | Ana             |                     |
| 2015 | Divina                       | Divina          | Curtmetratge        |
| 2016 | 8 tiros                      | Gabriela        |                     |
| 2016 | Resentimental                | Barbara         |                     |
| 2018 | Un viaje a la Luna           | Susana "Susi"   |                     |
| 2018 | Museo                        | Sherezada Ríos  | pel·lícula mexicana |
| 2018 | Reemplazante                 | Luciana         | Curtmetratge        |
| 2019 | Bruja                        | Marisa          |                     |
| 2019 | ¿Yo te gusto?                | Mary            |                     |
| 2020 | Respira                      | Verónica        |                     |

## Televisió

### Ficcions
| Any           | Programa                                  | Personatge               | Notes                               | Canal              |
| ------------- | ----------------------------------------- | ------------------------ | ----------------------------------- | ------------------ |
| 1993          | Uno más uno                               | Claudia                  | Repartiment secundari               | Canal 13           |
| 1993          | Vivo con un fantasma                      | Paola Lujano             | Repartiment secundari               | Canal 13           |
| 1994          | Sin condena                               | Adriana Barreda          | Epi. 1: "El caso barreda"           | Canal 9            |
| 1994          | Sin condena                               | Noel Ferrer              | Epi. 6: "El caso Guns 'N Roses"     | Canal 9            |
| 1994          | Sin condena                               | Mary Maradona            | Epi. 14: "El caso maradona"         | Canal 9            |
| 1995          | La hermana mayor                          | María                    | Repartiment secundari               | Canal 9            |
| 1996          | Alta comedia                              | Andrea                   | Ep 8: "Fuerte como la muerte"       | Canal 9            |
| 1996          | De poeta y de loco                        | Eva                      | Recurrent                           | Canal 13           |
| 1996          | Los especiales de Doria                   | Luciana                  | Ep: "El jorobadito"                 | Telefe             |
| 1997          | Homenaje al Teatro Nacional Contemporáneo | Diversos personatges     | Participació                        | Canal 9            |
| 2000          | Tiempo final                              | Sandra                   | Epi. 14: "El suicida"               | Telefe             |
| 2001          | 22 (el loco)                              | Ana Pandolfi             | Protagonista                        | Canal 13           |
| 2002          | Tiempo final                              | Amparo                   | Ep 46: "La tabernera"               | Telefe             |
| 2004          | Locas de amor                             | Simona Teglia            | Protagonista                        | Canal 13           |
| 2005          | Botines                                   | Sara                     | Epi. 3: "Casino premium"            | Canal 13           |
| 2005          | Botines                                   | Mariana                  | Epi. 8: "Muerto otra vez"           | Canal 13           |
| 2005          | Botines                                   | Lourdes                  | Epi. 10: "Feliz año nuevo, mi amor" | Canal 13           |
| 2006          | Mujeres asesinas 2                        | Susana                   | Epi. 8: "Susana, dueña de casa"     | Canal 13           |
| 2006          | Mujeres asesinas 2                        | Eliana                   | Epi. 25: "Eliana, cuñada"           | Canal 13           |
| 2006          | Al límite                                 | Rocío                    | Ep 3: "Asesinos al sueldo"          | Telefe             |
| 2006          | Sos mi vida                               | Caty                     | Participació                        | Canal 13           |
| 2007          | Mujeres asesinas 3                        | Perla                    | Epi. 7: "Perla, anfitriona"         | Canal 13           |
| 2008          | Algo habrán hecho                         | Eva Perón                | Participació                        | Telefe             |
| 2009          | Tratame bien                              | Sabrina                  | Participació                        | Canal 13           |
| 2010          | Impostores                                | Victoria "Vicky" Pizzini | Protagonista                        | FX                 |
| 2010          | Lo que el tiempo nos dejó                 | Jania                    | Ep 6: "Un mundo mejor"              | Telefe             |
| 2011          | El elegido                                | Verónica San Martín      | Antagonista                         | Telefe             |
| 2012          | Condicionados                             | Darling                  | Co-Protagonista                     | Canal 13           |
| 2012          | Graduados                                 | Claudina Haras           | Participació                        | Telefe             |
| 2014          | Mis Amigos de Siempre                     | Carolina Pires           | Participació                        | Canal 13           |
| 2014          | Camino al amor                            | Guillermina Dubois       | Antagonista                         | Telefe             |
| 2018          | El lobista                                | Natalia Ocampo           | Protagonista                        | El Trece / TNT     |
| 2021          | Maradona, sueño bendito                   | Cecilia                  | Participació especial               | Amazon Prime Video |
| 2021-presente | La 1-5/18                                 | Viviana "Vivi"           | Co-Protagonista                     | El Trece           |

### Programes i Realities show
| Any  | Programa                  | Rol          | Notes                         | Canal      |
| ---- | ------------------------- | ------------ | ----------------------------- | ---------- |
| 2007 | El circo de las estrellas | Participant  | 5a eliminada                  | Telefe     |
| 2015 | Tu cara me suena 3        | Participant  | 3r lloc                       | Telefe     |
| 2016 | Bailando 2016             | Ella mateixa | Actuación en sketch d’pertura | El trece   |
| 2019 | Bailando 2019             | Participant  | 7a eliminada                  | El trece   |
| 2020 | Incorrectas               | Panelista    |                               | America TV |

## Teatre
| Any  | Obra                              | Personatge |
| ---- | --------------------------------- | ---------- |
| 1997 | Martha Stutz                      |            |
| 1998 | Seis personajes en busca de autor |            |
| 1999 | Closer                            |            |
| 2007 | La cola del avión                 |            |
| 2010 | Dragón de Komodo                  |            |
| 2010 | Dragón de Komodo 2                |            |
| 2015 | OrguYO                            |            |
| 2016 | Franciscus                        |            |
| 2020 | Un poco más Salvaje               |            |

## Discografia
- 2003: Actriz (àlbum) - Sony Music Entertainment Argentina S.A.
- 2003: "No Love, No Sex" (senzill promocional) - Sony Music Entertainment Argentina S.A.
- 2003: "Alguien" (senzill promocional) - Sony Music Entertainment Argentina S.A.
- 2018: "Qué fácil para mí ser otra mujer" (senzill) - Independiente.
- 2018: "El número uno" (senzill) - Independiente.

## Premis i nominacions
Premis Cóndor de Plata
| Any  | Categoria                          | Pel·lícula          | Resultat   |
| ---- | ---------------------------------- | ------------------- | ---------- |
| 1997 | Millor actriu de repartiment       | Años rebeldes       | Guanyadora |
| 1998 | Cóndor de plata revelació femenina | Cenizas del paraíso | Guanyadora |

Premis Martín Fierro
| Any  | Categoria                             | Programa                               | Resultat   |
| ---- | ------------------------------------- | -------------------------------------- | ---------- |
| 2001 | Millor actriu de novel·la             | 22, el loco                            | Guanyadora |
| 2002 | Participació especial femenina        | Tiempo final                           | Nominada   |
| 2004 | Millor actriu d'unitari i/o minisèrie | Locas de amor                          | Nominada   |
| 2006 | Participació especial en ficció       | Sos mi vida i Soy tu fan               | Nominada   |
| 2009 | Participació especial en ficció       | Tratame bien                           | Nominada   |
| 2010 | Millor actriu d'unitari i/o minisèrie | Lo que el tiempo nos dejó i Impostores | Nominada   |
| 2011 | Millor actriu de novel·la             | El elegido                             | Guanyadora |
| 2018 | Millor actriu d'unitari i/o minisèrie | El lobista                             | Guanyadora |

Premis Tato
| Any  | Categoria                               | Programa           | Resultat   |
| ---- | --------------------------------------- | ------------------ | ---------- |
| 2011 | Actriu protagonista                     | El elegido         | Guanyadora |
| 2012 | Actriu de repartiment en ficció unitari | Condicionados      | Nominada   |
| 2015 | Revelació                               | Tu cara me suena 3 | Nominada   |

Premis MTV Latinoamérica
| Any  | Categoria              | Disc Nominat | Resultat |
| ---- | ---------------------- | ------------ | -------- |
| 2004 | Millor artista nou sud | Actriz       | Nominada |

Premis Konex
| Any  | Categoria                              | Resultat   |
| ---- | -------------------------------------- | ---------- |
| 2001 | Diploma al mèrit: actriu de cinema     | Guanyadora |
| 2011 | Diploma al mèrito: actriu de televisió | Guanyadora |